# Зеленоярська сільська рада (Кагарлицький район)
| Зеленоярська сільська рада — колишній орган місцевого самоврядування у Кагарлицькому районі Київської області з адміністративним центром у с. Зелений Яр. Історична дата утворення: 20 жовтня 1918 року . Водоймища на території, підпорядкованій даній раді: річка Расавка. Сільській раді були підпорядковані населені пункти: - с. Зелений Яр |

## Склад ради
Рада складалася з 12 депутатів та голови.

### Керівний склад ради
| ПІБ                    | Основні відомості                                                         | Дата обрання | Дата звільнення |
| ---------------------- | ------------------------------------------------------------------------- | ------------ | --------------- |
| Бевза Ольга Миколаївна | Сільський голова, 1967 року народження, освіта                            | 26.03.2006   | 31.10.2010      |
| Бевза Ольга Миколаївна | Сільський голова, 1967 року народження, освіта вища, член Партії регіонів | 31.10.2010   |                 |

Примітка: таблиця складена за даними джерела